# Cretohisteridae
Famille
Genres de rang inférieur
- † Cretohister

Les Cretohisteridae forment une famille fossile monotypique d'insectes coléoptères du sous-ordre des Polyphaga.

## Présentation
Ces coléoptères ont vécu au Crétacé inférieur. Leurs fossiles ne sont connus que sur un seul site, près de la ville de Beipiao de la province du Liaoning dans le nord-est de la Chine. Ils proviennent de la formation d'Yixian du Crétacé inférieur, dans des calcaires mudstones lacustres datés entre 122,1 et 129,7 Ma, soit de l'Aptien inférieur à l'Hauterivien terminal,.
Le spécimen décrit est très bien conservé ; il mesure 10,3 millimètres de long.

## Taxonomie
Cette famille ne renferme qu'un seul genre : Cretohister, qui lui-même n'abrite qu'une seule espèce : Cretohister sinensis, décrite en 2018 par le paléoentomologiste chinois Yu‐Lingzi Zhou et ses collègues. Cette espèce appartient au célèbre biote de Jehol.

## Classification
Les Cretohisteridae sont rattachés à la super-famille des Histeroidea, dont il constitue la seule famille éteinte connue à côté de trois autres familles actuelles :
- Histeridae ;
- Sphaeritidae ;
- Synteliidae.

Les Histeroidea n'étaient précédemment connus qu'à partir du Cénomanien, soit il y a environ 100 Ma. La découverte de Cretohister sinensis fait remonter leur existence de près de 25 Ma.